# Дирижабль Циолковского

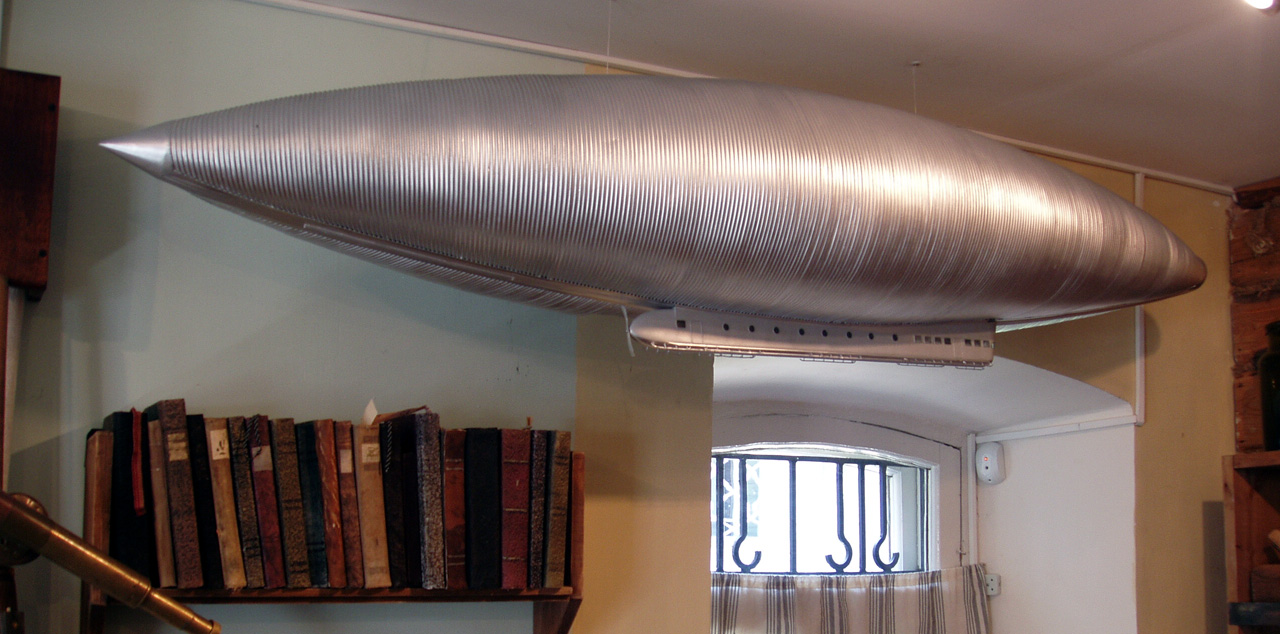
Модель аэростата Циолковского.

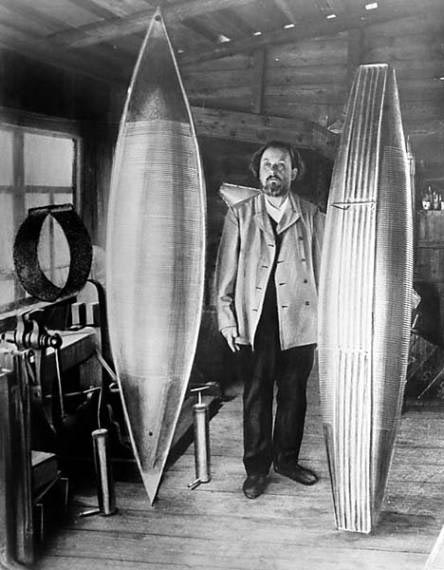
Циолковский с моделью дирижабля

Дирижабль Циолковского — первый технически обоснованный проект большого грузового дирижабля, который был предложен в 80-х годах XIX века Константином Эдуардовичем Циолковским.

## Описание
В отличие от многих своих современников (например, О. С. Костовича), Циолковский предлагал построить огромный даже по сегодняшним меркам — объёмом до 500 000  м³ — дирижабль жёсткой конструкции с металлической обшивкой (для сравнения, самые крупные жесткие дирижабли «Гинденбург» и «Граф Цеппелин II» имели объем всего лишь 200 000 кубометров).
Конструкторские проработки идеи Циолковского, проведённые в 30-е годы сотрудниками «Дирижаблестроя» СССР (1932—1940, в 1956 г. предприятие возродилось под именем ДКБА), показали обоснованность предложенной концепции. Однако дирижабль построить так и не удалось: по большей части работы по крупным дирижаблям из-за многочисленных аварий были свёрнуты не только в СССР, но и во всём мире и, несмотря на многочисленные проекты возрождения концепции крупных дирижаблей, эти проекты до сих пор, как правило, не сходят с кульманов конструкторов.
Циолковский писал:
первый недостаток такого мягкого дирижабля, заключающийся в том, что в зависимости от погоды дирижабль то падает, то устремляется ввысь. ..
Второй недостаток безбалонного дирижабля — постоянная опасность пожара, особенно при употреблении огневых двигателей. ..Третий недостаток мягкого дирижабля — объем и форма его постоянно изменяются, поэтому газовая оболочка образует морщины и большие складки, вследствие чего горизонтальная управляемость становится немыслимой.
(Дирижабль, стратоплан и звездолёт как три ступени величайших достижений СССР)
Таким устройством воздушного корабля мы достигаем следующих выгод: 1) пожарная безопасность, 2) устранение просачивания водорода и воздуха через оболочку, 3) отвесная управляемость без потери газа и балласта, 4) широкое изменение подъемной силы, 5) значительные размеры и грузоподъемность, вследствие этого большая поступательная скорость при малой затрате энергии, 6) удобная (постройка оболочки электросваркой на горизонтальной плоскости и ненужность дорогой верфи, 7) чрезвычайная простота и быстрота этой постройки, 8) дешевый и прочный материал. При дирижабле в 300 м длины стальная оболочка имеет толщины кровельного железа. В гофрированном виде это чрезвычайно солидно, поэтому она не нуждается в особых хранилищах (ангарах). Все это в совокупности делает дирижабли такого типа самым дешевым и совершенным средством транспорта, особенно драгоценным в обширных странах с мало развитыми путями сообщения.

## История
Циолковский занимался механикой управляемого полёта, в результате чего им был спроектирован управляемый аэростат (слово «дирижабль» тогда ещё не придумали). Циолковский первым предложил идею цельнометаллического дирижабля и построил его модель.

В 1885 году, имея 28 лет, я твёрдо решился отдаться воздухоплаванию и теоретически разработать металлический управляемый аэростат.— Из автобиографии К. Э. Циолковского
Применявшиеся в то время аэростаты с оболочками из прорезиненной ткани имели существенные недостатки — ткань быстро изнашивалась, срок службы аэростатов был небольшим. Кроме того, из-за проницаемости ткани водород, которым тогда наполняли аэростаты, улетучивался, а внутрь оболочки проникал воздух. Образовывался гремучий газ (водород+воздух), достаточно было случайной искры, и происходил взрыв.

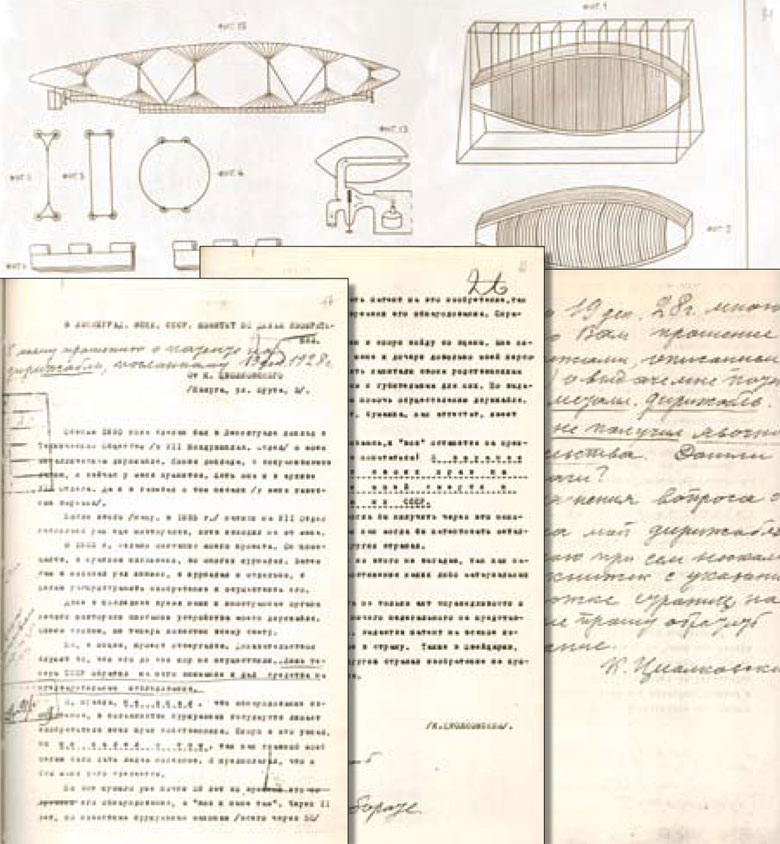
Металлический дирижабль. Заявочные материалы на изобретение. 1929 г.

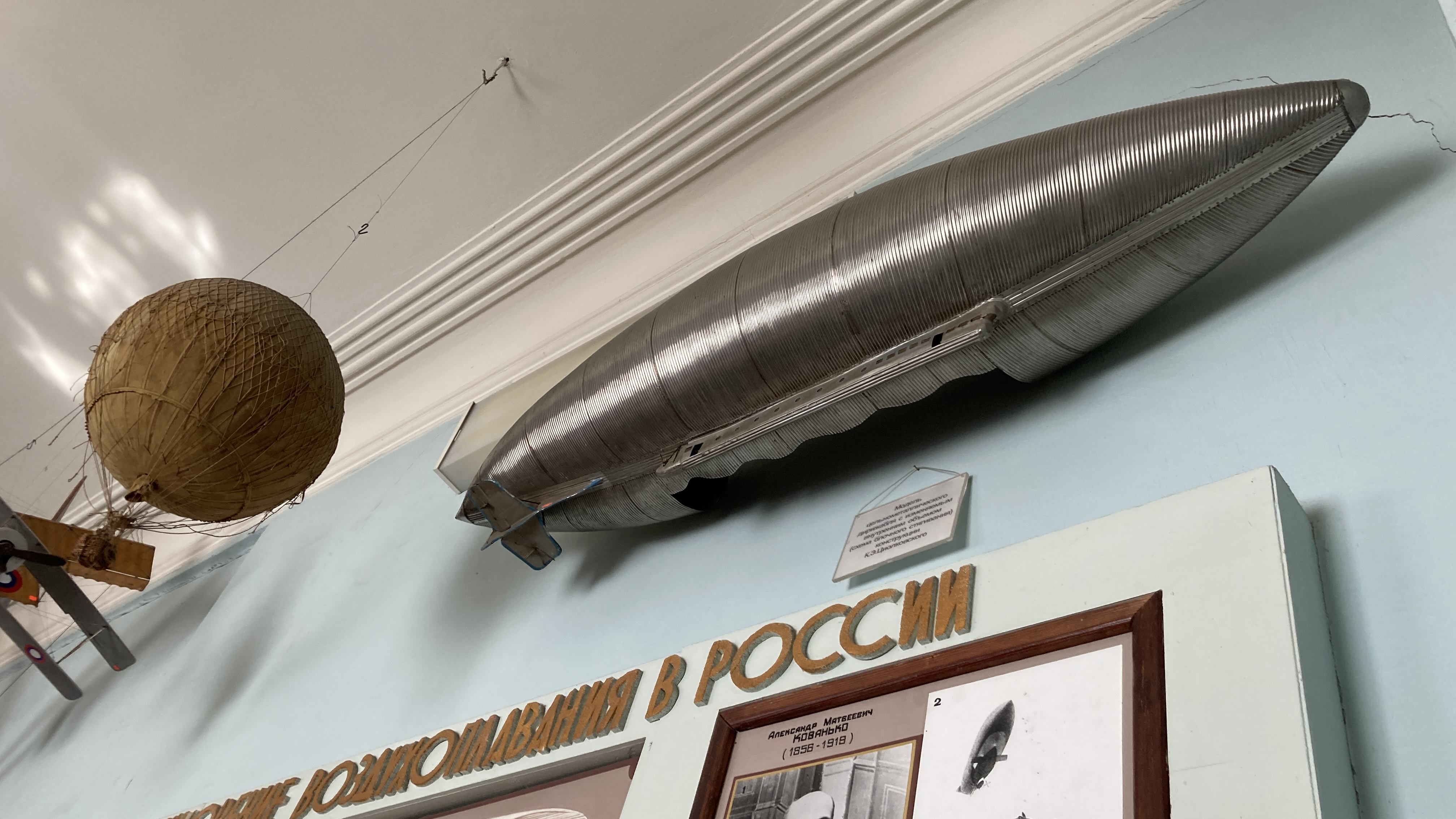
Модель

Циолковский разработал аэростат собственной конструкции, результатом чего стало объёмистое сочинение «Теория и опыт аэростата, имеющего в горизонтальном направлении удлинённую форму» (1885—1886). В нём было дано научно-техническое обоснование создания совершенно новой и оригинальной конструкции дирижабля с тонкой металлической оболочкой. Циолковский привёл чертежи общих видов аэростата и некоторых важных узлов его конструкции. Основные особенности разработанного Циолковским дирижабля:
- Объём оболочки был переменным, что позволило сохранять постоянную подъёмную силу при различной высоте полёта и температуре атмосферного воздуха, окружающего дирижабль. Эта возможность достигалась за счёт гофрированных боковин и особой стягивающей системы.
- Циолковский считал свой аппарат безопасным, несмотря на применение в нём водорода. Водород может загореться только при контакте с воздухом, а в его дирижабле водород был изолирован от воздуха несгораемым металлом.
- Высоту подъёма дирижабля можно было регулировать с помощью отдельно разработанной системы подогрева. Водород нагревался путём пропускания по змеевикам отработанных газов моторов.
- Тонкая металлическая оболочка также была гофрированной, что позволяло увеличить её прочность и устойчивость. Волны гофра располагались перпендикулярно оси дирижабля.

Первым печатным трудом о дирижаблях был «Аэростат металлический управляемый» (1892), в котором дано научное и техническое обоснование конструкции дирижабля с металлической оболочкой.

Мысль о металлическом аэростате засела у меня в мозгу. Иногда она меня утомляла, и тогда я по месяцам занимался другим, но, в конце концов, я возвращался к ней опять— Из работы Циолковского «Простое учение о воздушном корабле и его построении»
Прогрессивный для своего времени проект дирижабля Циолковского не был поддержан; автору было отказано в субсидии на постройку модели. Обращение Циолковского в Генеральный штаб русской армии также не имело успеха. Работа над дирижаблем не получила признания и у официальных представителей русской науки. На дальнейшие изыскания Циолковский не имел ни средств, ни даже моральной поддержки.
В 1931 году на комбинате «Дирижаблестрой» пытались построить дирижабль конструкции Циолковского, но это не удалось из-за низкого технологического уровня предприятия. Однако была построена и испытана модель дирижабля объёмом в 1000 кубометров. Инженеры убедились в работоспособности основных теоретических предположений Циолковского о преимуществах его цельнометаллического дирижабля.

## Интересные факты

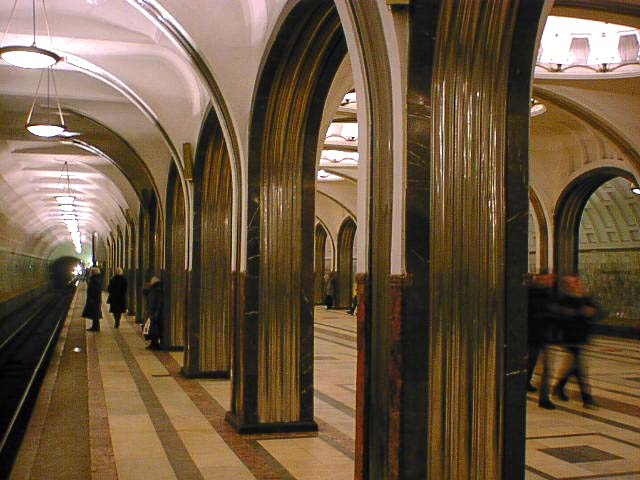
Станция метро Маяковская

- Колонны и арки станции московского метро Маяковская покрыты рифлёной нержавеющей сталью. Детали обрамления были специально изготовлены для метро на заводе «Дирижабльстрой», на оборудовании, предназначенном для создания производства каркаса цельнометаллических дирижаблей, проектирование которых инициировал К. Э. Циолковский[5].
- Монококовые бескаркасные дирижабли — конструкции дирижаблей с металлической обшивкой возникли в 1890-е годы с целью уменьшить сопротивление воздуха. В 1920-е годы началось применение обшивки из алюминиевых сплавов. За всю историю дирижаблестроения было построено только четыре таких дирижабля, и из них только один — экспериментальный американский ZMC-2 успешно (хотя и нечасто) летал в течение нескольких лет.[6]
- Термоплан — в конце 1980-х — начале 90-х в России появился проект «Термоплан», отличительной особенностью которого являлось использование для создания подъёмной силы помимо гелиевой секции дирижабля и секции с воздухом, нагреваемым двигателями (идея, высказанная К. Э. Циолковским в 90-х гг. XIX века).[источник не указан 2686 дней]